# Dublin Women's Suffrage Association
Dublin Women's Suffrage Association (DSWA), senare Irish Women's Suffrage and Local Government Association (IWSLGA), var en irländsk kvinnorättsorganisation, verksam mellan 1876 till 1919. Syftet var att verka för Kvinnlig rösträtt. 
Den var även känd som Dublin Women's Suffrage and Poor Law Guardian Association, Dublin Women's Suffrage and Local Government Association och från 1898 som Irish Women's Suffrage and Local Government Association. 
Dess bakgrund låg i en kommitté bildad av Anna Haslam 1872, men den bildades formellt 1876. 